# 曲匹布通
曲匹布通（也译为三醚丁酮酸）是一种有机化合物，化学式C16H22O6，能用于功能性胃肠病（FGID）的治疗，能促进胆汁与胰液的分泌，加速消化道平滑肌的松弛。